# Nebetneferumut
Nebetneferumut (auch Nitokris I.) war die älteste Tochter des altägyptischen Königs Psammetich I. (26. Dynastie (Saïten-Dynastie)), die als neue Adoptiv-Tochter der Schepenupet II. den neuen Namen Schepenupet III. erhielt.

## Hintergrund

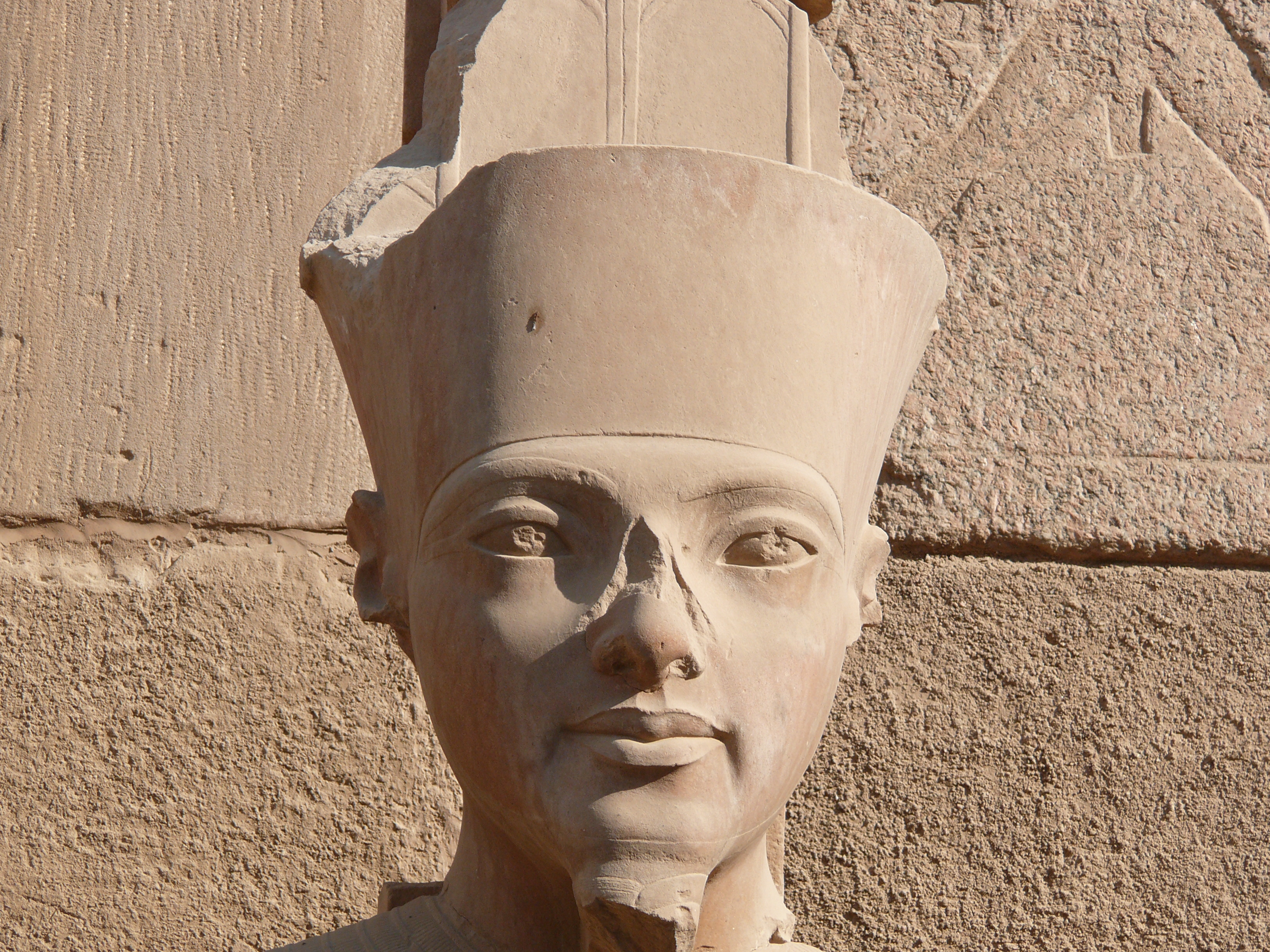
Amun-Re von Karnak

Psammetich I. übergab in seinem neunten Regierungsjahr seine Tochter Nitokris, die Gottesgemahlin des Amun wurde, zur Adoption an Schepenupet II. und deren Tochter Amunirdies II.
Nach Ankunft, verbunden mit einer sechzehntägigen Reise auf dem Nil, erfolgte die Anerkennung  als Adoptivtochter beziehungsweise Adoptivschwester der Nitokris mit der Ipet-per-Urkunde.
Vor der Reise wurde Nitokris von ihrem Vater Psammetich I. mit zahlreichen Ländereien in sieben ober- und vier unterägyptischen Gauen ausgestattet. Zusätzlich setzte Psammetich I. ihre monatlichen Einkünfte fest, die ihr die Priesterschaft zu übergeben hatte.

## Die Nitokris-Stele
Der historisch sehr aufschlussreiche Text wurde auf einer Stele aus Rosengranit niedergeschrieben, die 188 cm hoch, 145,5 cm breit und etwa 84 cm dick ist. Das Gewicht der Stele beträgt über sechs Tonnen. Die Stele, gefunden 1897 im Vorhof des Amun-Re Tempels von Karnak, steht heute mit der Inventar-Nummer J.d.'E. 36327 im ägyptischen Museum in Kairo.

### Rede des Psammetich I.
„Ich habe Nitokris dem Amun als Gottesgemahlin gegeben und sie besser ausgestattet als die, die vor ihr gewesen sind. Ich habe gehört, es gibt da eine Königstochter des Taharqa, der gute Gott, die er seiner Schwester als älteste Tochter gegeben hat. Ich werde jedoch nicht die wahre Erbin von ihrem Platz verjagen, sondern meine Tochter Nitokris ihr als älteste Tochter übergeben. Die Priesterschaft antwortete: ‚Psammetich, er lebe ewig, er übergab Amun seine geliebte älteste Tochter als Gottesgemahlin mit dem schönen (neuen) Namen Schepenupet III., dass sie vor Amuns Angesicht das Sistrum spiele.‘“

### Reise der Nitokris im Jahr 656 v. Chr.

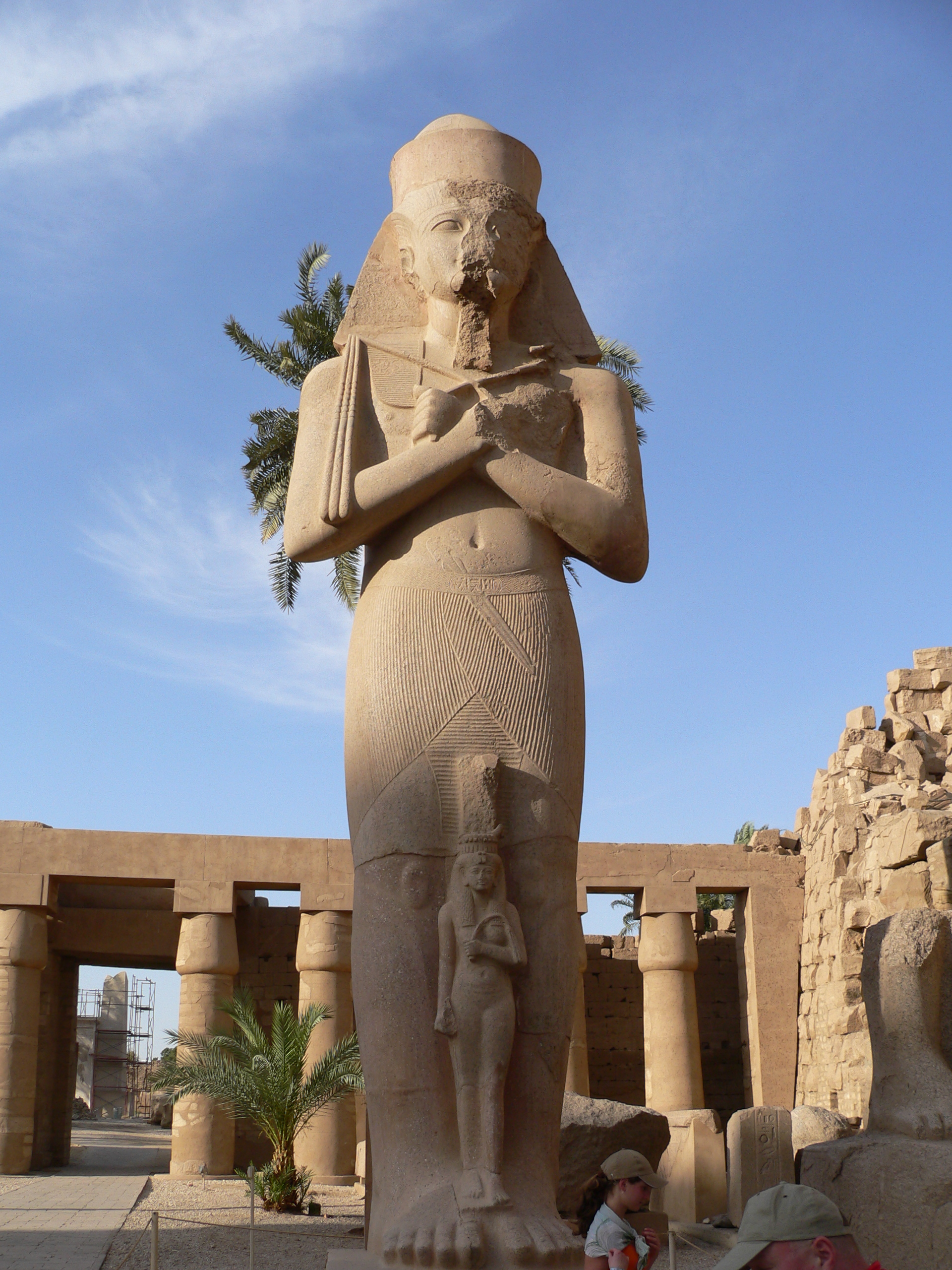
Amun-Stele in Karnak

„Am 28. Achet I (23. Februar) Auszug mit vielzähligen Begleitern. Befehlshaber war der einzige Freund Semataui-taief-nechtet, Gaufürst von Herakleopolis und Hafenvorsteher. Aufbruch nach Theben. Jeder einzelne reichte die guten Dinge der Versorgung weiter, bis sie schließlich in Theben eintraf. Am 14. Achet II (11. März) landen im Hafen von Theben. Die Menschen jubelten Nitokris bei ihrer Ankunft in Massen zu. Möge Schepenupet III. von den in Ipet-Sut wohnenden Götter gelobt werden. Horus hat Psammetich den Thron gegeben; von Amun-Re bedacht mit seinem Ka. Über ihn hinaus kann kein Ka wiederholt werden.“

### Vorstellung der Nitokris bei der amtierenden Gottesgemahlin
„Nach dem Empfang gelangte Nitokris zur Gottesgemahlin Schepenupet II., die sehr zufrieden mit ihr (Nitokris) war. Mit ihrer ältesten Tochter Amunirdies II., Tochter des Taharqa, wahr an Stimme, machte Schepenupet II. die Ipet-per-Urkunde mit folgendem Wortlaut: ‚Du sollst auf ewig auf dem Thron sein bis zum Ende der Ewigkeit‘. Zeugen waren alle Gottesdiener, Priester und Freunde des Tempels.“